# Barbus trimaculatus
Barbus trimaculatus är en fiskart som beskrevs av Peters 1852. Barbus trimaculatus ingår i släktet Barbus och familjen karpfiskar. IUCN kategoriserar arten globalt som livskraftig. Inga underarter finns listade.

## Bildgalleri

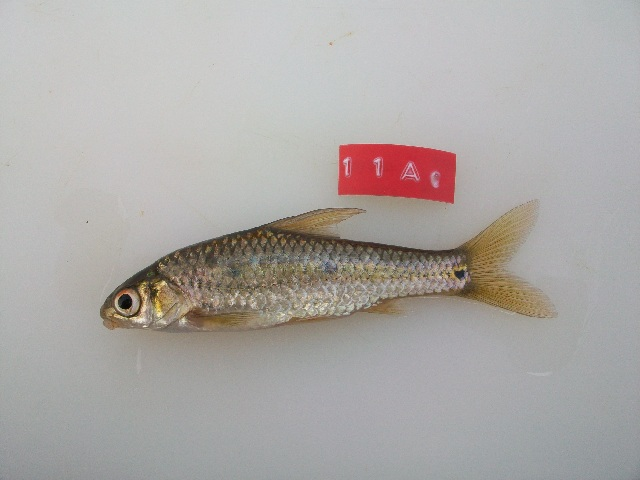